# Rojas (Venezuela)
Rojas é um município da Venezuela localizado no estado de Barinas.
A capital do município é a cidade de Libertad.